# Carl von Hänisch

General der Kavallerie Carl von Hänisch

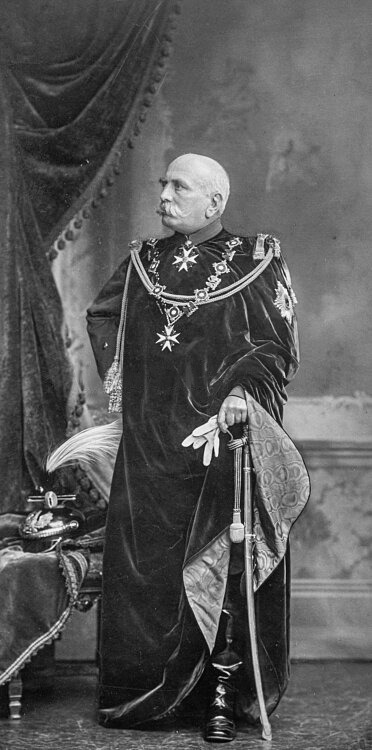
Carl Eduard von Hänisch im Ornat des Hohen Orden vom Schwarzen Adler

Carl Eduard  Hänisch, ab 1871 von Hänisch (* 4. Januar 1829 in Ratibor; † 5. September 1908 in Charlottenburg), war ein preußischer General der Kavallerie.

## Leben

### Herkunft
Er entstammte einer urkundlich bis ins Jahr 1548 nachgewiesenen niederschlesischen Familie und war der Sohn des Gymnasialdirektors Eduard Hänisch (1794–1845) und dessen Ehefrau Josephine, geborene Taistrzik (1803–1883).

### Militärkarriere
Hänisch trat nach dem Besuch des Gymnasiums in seiner Heimatstadt am 16. Juli 1847 in die 2. Eskadron des 2. Ulanen-Regiment der Preußischen Armee ein. Nachdem er 1863 zum Rittmeister befördert worden war, wurde er am 3. April 1866 zum Adjutanten der 10. Division ernannt. Als solcher nahm er im gleichen Jahr während des Krieges gegen Österreich an den Kämpfen bei Nachod, Skalitz, Schweinschädel und Königgrätz teil. Nach dem Friedensschluss war Hänisch ab Mitte September 1866 Adjutant beim Generalkommando des V. Armee-Korps und kam dann Ende Oktober in den Generalstab des Korps. 1867 wurde Hänisch zum Major befördert und 1869 zum Kriegsministerium versetzt.
Zu Beginn des Deutsch-Französischen Kriegs 1870/71, zu dem Hänisch im Gefolge des Königs mit dem Hofzug nach Westen fuhr, kam er zum mobilen Stab des Kriegsministers, mit dem er an den Schlachten bei Gravelotte, Beaumont, Sedan und an der Belagerung von Paris teilnahm. Hierbei kam es u. a. zum Ausfallgefecht bei Malmaison vor dem Fort Mont Valérien, der Schlacht bei Buzenval. Für seine Leistungen erhielt er das Eiserne Kreuz II. Klasse.
Nachdem Hänisch am 16. Juni 1871 in Berlin in den erblichen preußischen Adelsstand erhoben worden war, wurde er 1872 zum Kommandeur des Garde-Dragoner-Regiment (1. Großherzoglich Hessisches) Nr. 23 ernannt und zum Oberstleutnant befördert. 1874 wurde er jedoch bereits wieder in den Generalstab zurückversetzt und zum Chef des Stabes des VIII. Armee-Korps ernannt. 1881 erfolgte die Beförderung zum Generalmajor und 1882 die Ernennung als Kommandeur der 28. Kavallerie-Brigade.
1883 trat Hänisch als Direktor des Allgemeinen Kriegsdepartements in das Kriegsministerium zurück, wurde dann Mitglied der Landesverteidigungskommission, Vorsitzender der Reichsrayonkommission, Bevollmächtigter zum Bundesrat, Mitglied des Disziplinarhofs für Reichsbeamte und 1884 Mitglied des preußischen Staatsrats. 1885 wurde er zum Generalleutnant befördert und erhielt 1888 das Kommando der Kavalleriedivision des XV. Armee-Korps. 1889 schließlich wurde er zum Kommandierenden General des IV. Armee-Korps ernannt und 1890 zum General der Kavallerie befördert.
Hänisch war mehrfach Mitglied von Kommissionen zur Behandlung kavalleristischer Probleme und wirkte seit 1883 während mehrerer Jahre als Schiedsrichter bei den großen Manövern und Truppenübungen. Am 1. September 1897 wurde Hänisch unter Belassung als Chef des Ulanen-Regiments „von Katzler“ (Schlesisches) Nr. 2 mit Pension zur Disposition gestellt.

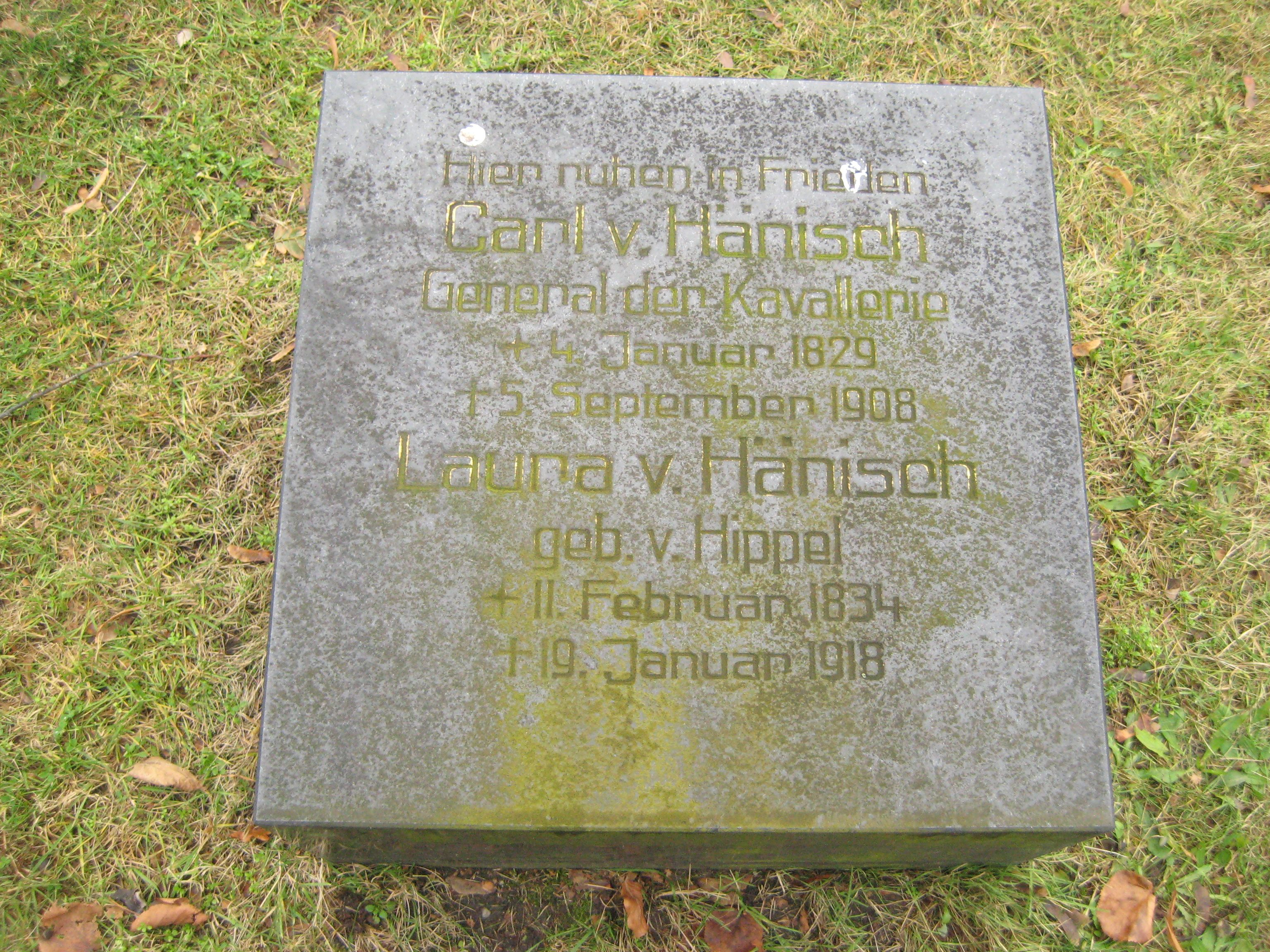
Grabstein auf dem Invalidenfriedhof

Er wurde auf dem Invalidenfriedhof in Berlin beigesetzt. Sein Grabstein und die oberirdischen Grabanlagen wurde von den DDR-Behörden zerstört, aber nach der Wende 1989 von der Familie in schlichter Ausführung wieder erneuert.

### Familie
Hänisch heiratete am 6. Juli 1856 auf Gut Schwirsen Laura von Hippel (1834–1918). Sie war die Tochter des preußischen Oberförsters und Gutsbesitzers Theodor von Hippel auf Gut Schwirsen, Sohn von Theodor Gottlieb von Hippel (1775–1843), und der Clara Rosalie Leopoldine von Gentzkow. Aus der Ehe gingen folgende Kinder hervor:
- Eduard Karl Theodor (1858–1925), preußischer Oberstleutnant ⚭ Hedwig Wohgemuth (* 1864)
- Karl Heinrich (1861–1921), preußischer General der Infanterie ⚭ Elly Schröder (* 1862)
- Laura (1865–1953) ⚭ Johannes Simon (1855–1929), preußischer Generalleutnant
- Anna (1867–1944) ⚭ Konstantin Fritsch (1857–1934), Präsident des Reichseisenbahnamtes
- Marie (1868–1953), Lehrerin
- Elisabeth (1870–1943) ⚭ Ernst von Heynitz (1863–1927), preußischer Generalmajor
- Friedrich Karl (1872–1942), Jurist

## Auszeichnungen
Am 12. September 1896 erhielt Hänisch zusammen mit einem Handschreiben Kaiser Wilhelm II. den Hohen Orden vom Schwarzen Adler sowie am 18. Januar 1897 die Kette dazu. Zu seinem 50-jährigen Dienstjubiläum verlieh ihm der Kaiser mit Handschreiben am 16. Juli 1897 die Brillanten zum Schwarzen Adlerorden. Er war ferner Inhaber höchster Orden und Ehrenzeichen:
- Großkreuz des Albrechts-Ordens am 29. April 1886
- Großkreuz mit Schwertern des Ordens Heinrichs des Löwen am 13. Juni 1886
- Großkomtur des Bayerischen Militärverdienstordens am 6. Januar 1887
- Großkreuz des Dannebrogordens am 14. April 1887
- Orden der Eisernen Krone I. Klasse am 16. Juli 1887
- Großkreuz des Friedrichs-Ordens am 3. September 1887
- Großkreuz des Roten Adlerordens mit Eichenlaub und Schwertern am 19. September 1891

## Militärischer Nachlass
Teile seines militärischen Nachlasses befinden sich im Wehrgeschichtlichen Museum Rastatt (das hier dargestellte, fast lebensgroße Porträt) und im Militärmuseum Dresden (Silberner Tafelaufsatz und Silbergeschenke).